# Ard al-Salam
Ard al-Salam (en árabe: أرض السلام‎, en inglés: Land of Peace) es una película egipcia de 1957 dirigida por Kamal El Sheikh y protagonizada por Omar Sharif y Faten Hamama. En este drama bélico, la mayoría de los personajes hablan árabe palestino. La historia se encuentra enmarcada en el conflicto entre Israel y Palestina en la década de 1950.
La película cuenta con las actuaciones protagónicas de Omar Sharif y Faten Hamama. Sharif lograría reconocimiento internacional en la década de 1960, especialmente por su participación en películas británicas y estadounidenses como Lawrence de Arabia (1962), Doctor Zhivago (1965) y Funny Girl (1968). Su actuación en Doctor Zhivago le valió ser galardonado con el Globo de Oro por mejor actor. Faten Hamama en cambio desarrolló la totalidad de su carrera en Egipto, siendo destacada como la "estrella del siglo" por la organización de escritores y críticos de ese país.

## Sinopsis
La película se desarrolla en Palestina. Ahmed (Omar Sharif) es un revolucionario egipcio que termina viviendo en Palestina. Allí conoce a una lugareña llamada Salma. Juntos tratan de salvar a Palestina del control israelí, escapando de muchos peligros y encontrando el amor en el proceso. La relación que comenzó en una amistad terminó en el matrimonio de la pareja.

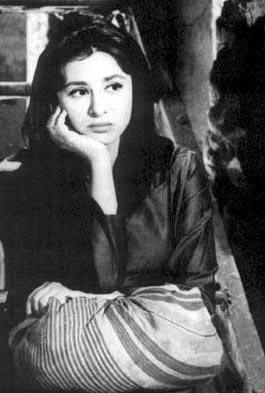
Faten Hamama interpretó a Salma.

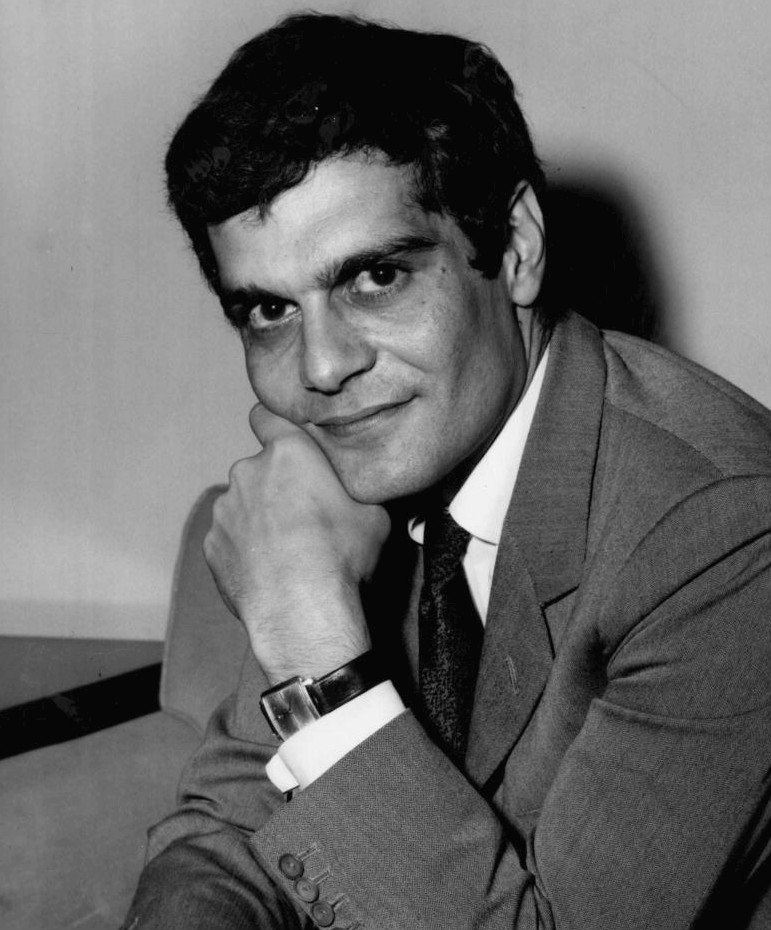
Omar Sharif interpretó a Ahmed.

## Reparto
- Faten Hamama como Salma.
- Omar Sharif como Ahmed.
- Abdel Salam Al Nabulsy como Hamdan.
- Tewfik El Dekn como Khalid.
- Abdel Waress Assar como Mazen.
- Fakher Fakher como Abed.
- Faida Kamel como la vecina y la cantante.
- Ehsan Sherif como Rukaya.